# Iucharba
Iucharba ist der Name einer Sagengestalt aus der keltischen Mythologie Irlands.

## Mythologie
Iucharba, Brian und Iuchar sind die Söhne von Tuirenn und Danu aus dem Volk der Tuatha Dé Danann. In der Erzählung Aided Chlainne Tuirenn („Der Tod der Kinder Tuirenns“) ermorden die drei Brüder Cian, den Vater Lughs. Bei der Erfüllung der von Lugh dafür geforderten Sühneaufgaben werden sie tödlich verletzt und sterben, da Lugh sich weigert, ihnen zu helfen.